# Стрельченко, Владимир Игнатьевич
Владимир Игнатьевич Стрельченко (1917—1981) — подполковник Советской Армии, участник Великой Отечественной войны, Герой Советского Союза (1944).

## Биография
Родился 1 июня 1917 года в Саранске. После окончания восьми классов школы и школы фабрично-заводского ученичества работал на железной дороге. Позднее окончил аэроклуб, работал в Ульяновской лётно-технической школе Осоавиахима. 
В ноябре 1939 года Стрельченко был призван на службу в Рабоче-крестьянскую Красную Армию. В марте 1941 года он окончил Волчанскую военную авиационную школу пилотов. С июля того же года — на фронтах Великой Отечественной войны.
К сентябрю 1943 года майор Владимир Стрельченко был штурманом 948-го штурмового авиаполка 308-й штурмовой авиадивизии 3-го штурмового авиакорпуса 15-й воздушной армии Брянского фронта. К этому времени он совершил 192 боевых вылета на штурмовку скоплений боевой техники и живой силы противника, нанеся ему большие потери.
Указом Президиума Верховного Совета СССР «О присвоении звания Героя Советского Союза офицерскому составу военно-воздушных сил Красной Армии» от 4 февраля 1944 года за «образцовое выполнение боевых заданий командования на фронте борьбы с немецкими захватчиками и проявленные при этом отвагу и геройство» был удостоен высокого звания Героя Советского Союза с вручением ордена Ленина и медали «Золотая Звезда» за номером 2847.
После окончания войны продолжил службу в Советской Армии. В 1952 году окончил курсы усовершенствования офицерского состава. В июле 1957 года уволен в запас в звании подполковника. Проживал и работал в Брянске, Дубне, Саратове. Умер 25 ноября 1981 года, похоронен на Елшанском кладбище Саратова.
Был также награждён орденами Красного Знамени, Александра Невского, Отечественной войны 1-й степени, двумя орденами Красной Звезды, рядом медалей и орденом Британской империи.